# Red Hot Chilli Pipers

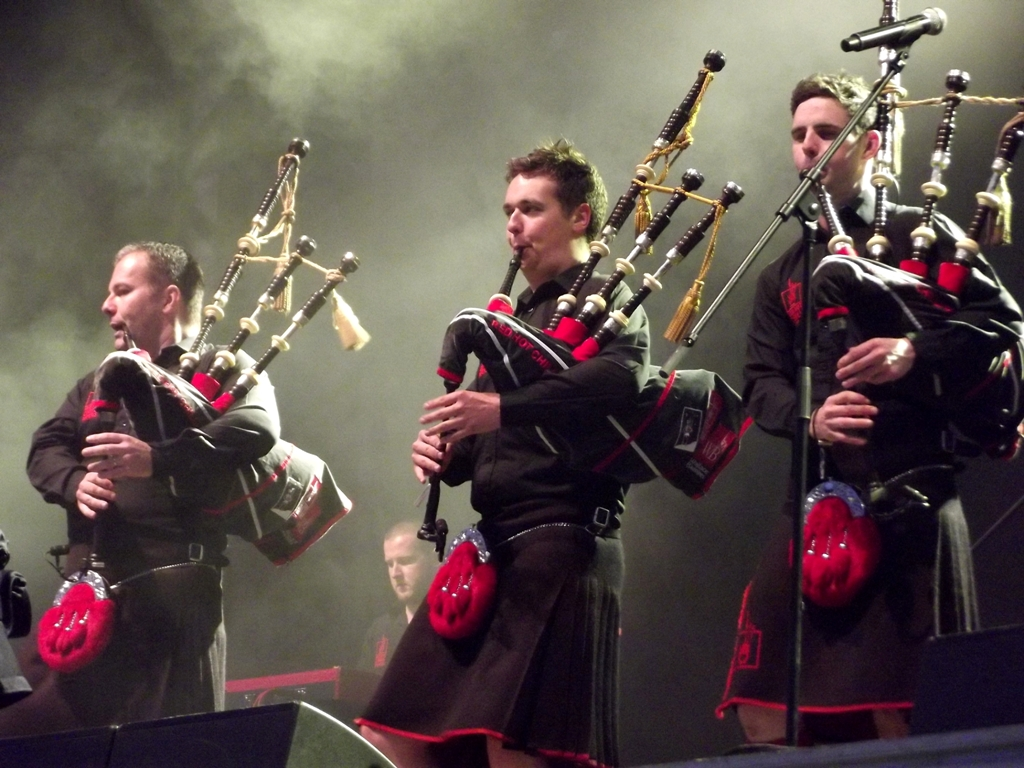
Red Hot Chilli Pipers 2013

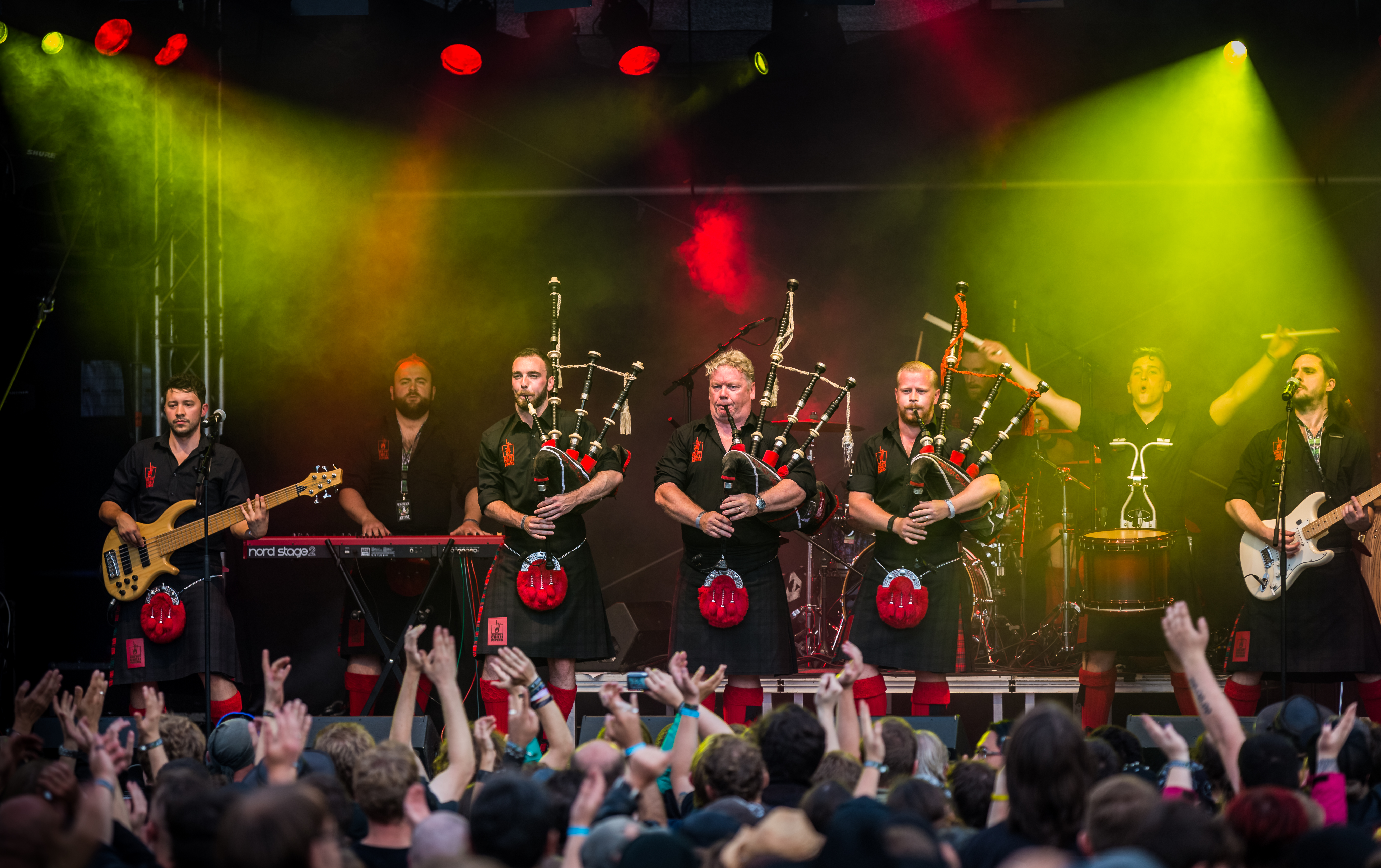
Red Hot Chilli Pipers – Wacken Open Air 2016

Die Red Hot Chilli Pipers sind eine im Jahr 2002 gegründete schottische Band aus Glasgow. Die Instrumente der Band sind u. a. Dudelsäcke, Gitarren, Keyboards und Schlagzeug. Sie gehören zu den ersten, die folklorische Dudelsackmusik mit Rock ’n’ Roll kombiniert haben.
Neben Coverversionen bekannter Klassiker wie We will Rock You von Queen, Smoke on the Water von Deep Purple und Clocks von Coldplay haben sie auch Eigenkompositionen in ihrem Programm.

## Werdegang
Die Dudelsackspieler sind Absolventen der Royal Scottish Academy of Music, und der Drummer Steven Graham ist der Weltmeister der Drumming Championships und Gewinner des Dewar Arts Awards 2005. Der Bandleader Stuart Cassells war der BBC Young Trad Musician of the Year.
2007 gewannen sie die von der BBC veranstaltete Show When Will I Be Famous?. Im selben Jahr gewannen sie den Scots Trad Music Awards in der Kategorie Best Live Act zum ersten Mal.
Im Herbst 2012 legten die „Chillis“ eine größere Konzertpause ein, um sich zu erholen und das Album Breathe einzuspielen, welches Mitte 2013 erschien. Im Jahr 2014 traten sie erneut bei T in the Park in ihrer schottischen Heimat auf.

## Diskografie
Alben
- 2005: The Red Hot Chilli Pipers (Selbstverlag)
- 2007: Bagrock to the Masses (Rel Records)
- 2008: Blast Live (Rel Records)
- 2010: Music For The Kilted Generation (Rel Records)
- 2012: Braveheart (Rel Records)
- 2013: Breathe (Rel Records)
- 2015: Live At The Lake 2014 – Milwaukee Irish Fest, Wisconsin, USA (Chilli Pipers Production)
- 2016: Octane (Chilli Pipers Production)
- 2019: Fresh Air (Chilli Pipers Production)

## Trivia
- Die Red Hot Chilli Pipers wurden im Dezember 2004 bei der BBC Radio Komödie Hamish & Douglas Hogmanay Special von Barry Cryer und Graeme Garden erwähnt, obwohl dies wahrscheinlich nur ein Zufall war.
- Eines ihrer Alben, Music for the Kilted Generation, ist eine Parodie auf den Titel eines Albums von The Prodigy, Music for the Jilted Generation.
- Mitglieder der Red Hot Chilli Pipers waren am Soundtrack von Drachenzähmen leicht gemacht 2 beteiligt

## Auszeichnungen
- Sie gewannen 2007 und 2010 den Scots Trad Music Award als bester Live Act.[3]